# کینزمن (اوهایو)
کینزمن (به انگلیسی: Kinsman) یک منطقهٔ مسکونی در ایالات متحده آمریکا است که در اوهایو واقع شده‌است.